# In the Right Place
| Recensione              | Giudizio |
| ----------------------- | -------- |
| AllMusic                |          |
| Robert Christgau        | B+       |
| Piero Scaruffi          |          |
| Dizionario del Pop-Rock |          |
| 24.000 dischi           |          |

In The Right Place è il sesto album di Dr. John, uscito nel marzo del 1973.
All'interno del disco è presente il brano Right Place Wrong Time, uno dei cavalli di battaglia dell'autore statunitense.

## Accoglienza
Secondo Jon Landau di Rolling Stone, In The Right Place è il miglior lavoro di Dr. John. Il critico sottolinea come sia un disco difficile, per pochi stimatori ma che abbia, nel complesso, una sonorità eccentrica, nuova e capace, allo stesso tempo, di non dimenticare la tradizione di New Orleans.
Tra i maggiori successi dell'artista, è rimasto per ben 33 settimane classificato nella prestigiosa lista Billboard 200.

## Curiosità
- La canzone Such a Night è stata reinterpretata da Renzo Arbore in chiave parodistica (Smorza 'e llights). Lo stesso brano è presente nel film-concerto L'ultimo valzer, diretto da Martin Scorsese.

## Tracce

### LP (1973, Atco Records, SD 7018)
Lato A (ST-C-722709 PR)
Testi e musiche di Mac Rebennack, eccetto dove indicato.
1. Right Place Wrong Time – 2:50
2. Same Old Same Old – 2:39
3. Just the Same – 2:49
4. Qualified – 4:46 (Jessie Hill, Mac Rebennack)
5. Traveling Mood – 3:03 (James Waynes)
6. Peace Brother Peace – 2:47

Durata totale: 18:54
Lato B (ST-C-722710 PR)
Testi e musiche di Mac Rebennack, eccetto dove indicato.
1. Life – 2:29 (Allen Toussaint)
2. Such a Night – 2:55
3. Shoo Fly Marches On – 3:15
4. I Been Hoodood – 3:12
5. Cold Cold Cold – 2:37 (Alvin Robinson, Jessie Hill, Mac Rebennack)

Durata totale: 14:28

## Formazione
- Mac Rebennack – voce, pianoforte (brano: Qualified), organo (brano: Peace Brother Peace), percussioni (brano: I Been Hoodood)
- Allen Toussaint – pianoforte, pianoforte elettrico, chitarra acustica, congas, tambourine, cori di sottofondo, arrangiamenti e conduttore musicale, arrangiamenti parti vocali

### Gruppo
The Meters
- Leo "Breeze" Nocentelli – chitarra solista
- Arthur "Red" Neville – organo
- George "Freak Man" Porter – basso
- Joseph "Zigaboo" Modeliste – batteria

### Altri musicisti
- Ralph MacDonald – percussioni (brani: Shoo Fly Marches On / Such a Night / I Been Hoodood)
- David Spinozza – chitarra solista (brano: Right Place Wrong Time)
- Gary Brown – sassofono elettrico, sassofono acustico
- The Bonaroo Horn Section – strumenti a fiato
- Robbie Montgomery (The Night Tripper) – cori di sottofondo
- Jessie Smith (The Night Tripper) – cori di sottofondo

### Produzione
- Allen Toussaint – produzione
- Registrazioni effettuate al Criteria Sound di Miami, Florida (Stati Uniti)
- Karl Richardson – ingegnere delle registrazioni
- Jimmy Douglass, Arif Mardin e Allen Toussaint – ingegneri del remixaggio
- James Flournoy Holmes – grafica, design illustrazione copertina album originale
- David Michael "WORM" Holmes, "Wonder Graphics" – coordinatore grafico[9]

## Classifica
Album
| Anno | Classifica             | Posizione raggiunta |
| ---- | ---------------------- | ------------------- |
| 1973 | Billboard 200          | 24                  |
| 1973 | Top R&B/Hip-Hop Albums | 28                  |

Singoli
| Anno | Titolo del brano       | Classifica            | Posizione raggiunta |
| ---- | ---------------------- | --------------------- | ------------------- |
| 1973 | Right Place Wrong Time | Hot 100               | 9                   |
| 1973 | Such a Night           | Hot 100               | 42                  |
| 1973 | Right Place Wrong Time | Hot R&B/Hip-Hop Songs | 19                  |
| 1973 | Such a Night           | Hot R&B/Hip-Hop Songs | 76                  |